# 杏子のANTENNA CAFE
杏子のANTENNA CAFE（きょうこのアンテナカフェ）はFM FUKUOKAで2002年から2014年9月まで毎週日曜18:00から30分間放送されていたラジオ番組。
FM福岡で放送されていたアーティスト番組の中としては最も長期に渡って放送された番組である。

## パーソナリティ
- 杏子
- 西川さとり（FM福岡アナウンサー）

## コーナー
- オーガスタ・インフォメーション

杏子が所属するオフィスオーガスタのアーティストが出演。杏子のマネージャー・ジャスミンがインタビュアーを務める。

## 特別番組
- イムズクリスマストーク＆ライブ FM FUKUOKA 杏子のアンテナカフェスペシャル

2012年12月3日にイムズホールで開催されたトークライブを収録。12月23日の19:00-20:00放送。杏子・西川さとりのほか、山崎まさよし、さかいゆうが出演。
- 博多駅公開スタジオ生放送*

2014年9月の放送を以て、12年続いた番組が終了するのを記念し、最後の生放送が行われた。

## 番組終了後
番組終了の翌月、2014年10月より後継番組としてJFNC制作番組『杏子のSpice of Life』を土曜21:30 - 22:00の枠で放送開始。以後2018年4月の『杏子のSpice of Life with FUKUMIMI』へのリニューアルを経て、2019年4月から2024年3月まで『杏子と政哉のSpice of Life GOLD』を最終回まで、同枠で続けて放送した。